# Nationale 1 (Luxemburgo)
A Nationale 1, conhecida oficialmente por Total League por razões de patrocinadores, é a liga de basquetebol mais importante em Luxemburgo. A liga é disputa sob as normas FIBA e é administrada pela Fédération Luxembourgeoise de Basketball (FLBB).
A liga começou a ser disputada em 1939 e o clube de maior êxito no Grão-ducado até hoje é o BBC Nitia de Bettembourg com 16 títulos.

## Clubes Atuais
|            | Clube                 | Cidade               | Arena                                   |
| ---------- | --------------------- | -------------------- | --------------------------------------- |
|            | AB Contern            | Contern              | Ginásio Esportivo "Um Ewent"            |
|            | Amicale Steinsel      | Steinsel             | Ginásio Poliesportivo "Alain Marchetti" |
|            | Arantia Larochette    | Larochette           | Hall sportif Centre Filano              |
|            | Basket Esch           | Esch-sur-Alzette     | Ginásio Poliesportivo Esch-sur-Alzette  |
| Luxemburgo | Etzella Ettelbruck    | Ettelbrück           | Centro Esportivo du Deich               |
| Aumento    | Kordall Steelers      | Differdange          | Centre Sportif Fousbann                 |
|            | Mambra Mamer          | Mamer                | Campus Scolaire Capellen                |
|            | Musel Pikes           | Stadtbredimus        | Sporthal Stadbriedemes                  |
| Aumento    | Racing Luxembourg     | Cidade de Luxemburgo | Stade 'Josy Barthel'                    |
|            | Résidence Walferdange | Walferdange          | Pavilhão Esportivo                      |
|            | Sparta Bertrange      | Bertrange            | Centro Atert                            |
|            | T71 Dudelange         | Dudelange            | Salle Fos Grimler                       |

fonte: luxembourg.basketball.com
| Aumento    | Equipes promovidas da segunda divisão na temporada anterior |
| Luxemburgo | Atual campeão de Luxemburgo                                 |
|            | Atual campeão da Copa de Luxemburgo                         |

## Detentores de Títulos
| - 1933–34 Nitia - 1934–35 Nitia - 1935–36 Nitia - 1936–37 Nitia - 1937–38 Nitia - 1938–39 Nitia - 1939–40 Nitia - 1940–44 Não disputado - 2ª Guerra Mundial - 1944–45 Nitia - 1945–46 Nitia - 1946–47 Nitia - 1947–48 Nitia - 1948–49 Nitia - 1949–50 Nitia - 1950–51 Nitia - 1951–52 Black Boys Kayl - 1952–53 Nitia - 1953–54 Nitia - 1954–55 Etzella - 1955–56 Etzella - 1956–57 Etzella - 1957–58 Sparta Bertrange - 1958–59 Rou'de Le'w Kayl - 1959–60 Sparta Bertrange - 1960–61 Etzella | - 1961–62 Etzella - 1962–63 Etzella - 1963–64 Etzella - 1964–65 Etzella - 1965–66 Black Star Mersch - 1966–67 Racing Luxembourg - 1967–68 Black Star Mersch - 1968–69 Sparta Bertrange - 1969–70 Etzella - 1970–71 Amicale - 1971–72 Etzella - 1972–73 Amicale - 1973–74 Sparta Bertrange - 1974–75 T71 Dudelange - 1975–76 T71 Dudelange - 1976–77 T71 Dudelange - 1977–78 Amicale - 1978–79 Sparta Bertrange - 1979–80 Amicale - 1980–81 Amicale - 1981–82 T71 Dudelange | - 1982–83 T71 Dudelange - 1983–84 T71 Dudelange - 1984–85 T71 Dudelange - 1985–86 Sparta Bertrange - 1986–87 Sparta Bertrange - 1987–88 Contern - 1988–89 Hiefenech - 1989–90 Hiefenech - 1990–91 Hiefenech - 1991–92 Etzella - 1992–93 Résidence - 1993–94 Résidence - 1994–95 Résidence - 1995–96 Hiefenech - 1996–97 Résidence - 1997–98 Racing Luxembourg - 1998–99 Etzella - 1999–00 Racing Luxembourg - 2000–01 Contern - 2001–02 Soleuvre | - 2002–03 Etzella - 2003–04 Contern - 2004–05 Sparta Bertrange - 2005–06 Etzella - 2006–07 Sparta Bertrange - 2007–08 Sparta Bertrange - 2008–09 Contern - 2009–10 T71 Dudelange - 2010–11 T71 Dudelange - 2011–12 Sparta Bertrange - 2012–13 T71 Dudelange - 2013–14 T71 Dudelange - 2014–15 T71 Dudelange - 2015–16 Amicale - 2016–17 Amicale - 2017–18 Amicale - 2018-19 Etzella - 2019-20 cancelado por causada do COVID-19 - 2020–21 T71 Dudelange - 2021–22 Amicale - 2022–23 Basket Esch - 2023–24 Amicale - 2024–25 Etzella |